# Cecidomyia candidipes
Cecidomyia candidipes är en tvåvingeart som beskrevs av Foote 1965. Cecidomyia candidipes ingår i släktet Cecidomyia och familjen gallmyggor. Inga underarter finns listade i Catalogue of Life.